# Bolla d'oro del 1222

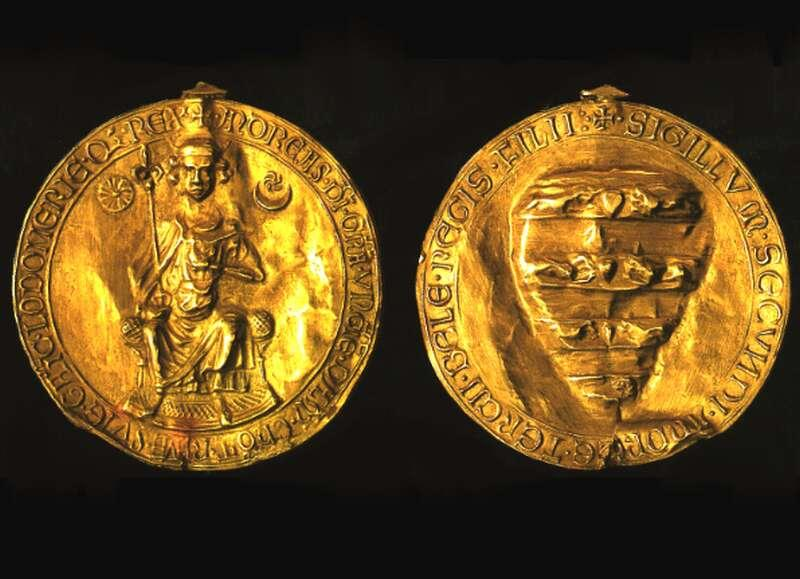
Il sigillo aureo apposto alla Bolla

La Bolla d'oro del 1222 (in ungherese Aranybulla) fu una storica crisobolla (o editto) emessa da re Andrea II d'Ungheria, nella quale il sovrano magiaro riconosceva ai nobili diversi diritti e limitava i suoi stessi poteri. Poiché il sovrano venne costretto ad accettare i termini del documento, il quale fu peraltro revisionato più volte in epoche successive, gli studiosi lo ritengono uno dei primi esempi di limiti costituzionali imposti ai poteri di un monarca europeo. Emessa nell'anno 1222 dalla dieta di Albareale, la Bolla sancita tra i diritti della nobiltà ungherese quello di disobbedire al re quando agiva contro la legge (jus resistendi) e inoltre, assieme al clero, la si esentava dal pagamento delle tasse e dall'obbligo di partecipare o finanziare delle guerre condotte lontano dall'Ungheria. Si trattava poi di un documento storicamente importante perché stabiliva i principi di uguaglianza per tutta l'aristocrazia del regno. Delle sette copie redatte dell'editto, una andò per ciascuna delle seguenti istituzioni, ossia al papa, ai Cavalieri Templari, ai Cavalieri Ospitalieri, allo stesso re d'Ungheria, ai capitoli di Strigonio e di Caloccia e al palatino.
La creazione dello statuto fu influenzata dall'affermazione di un ceto medio nobile, un evento insolito per uno Stato imperniato sul sistema feudale. Come gesto di generosità, re Andrea spesso donò dei feudi a servitori particolarmente fedeli, che in seguito acquisirono crescente potere economico e sociale. Con il mutamento dell'assetto cetuale e dell'economia ungherese, re Andrea si trovò costretto a emanare la Bolla d'oro del 1222 per allentare le tensioni tra gli aristocratici ereditari e la nascente nobiltà borghese.
Essendo stato il primo documento costituzionale dell'Ungheria, la Bolla d'oro è stata spesso paragonata per via di una parte dei suoi contenuti alla Magna Carta, firmata in Inghilterra meno di un decennio prima, ovvero nel 1215.

## Contesto storico

### Concessioni di diritti
La Bolla d'oro che Andrea II d'Ungheria emanò nella primavera del 1222 (forse ad aprile) fu «uno dei numerosi documenti promulgati nella cristianità del XIII secolo atto ad arginare il potere della corona». Dopo che già Pietro II d'Aragona aveva pensato nel 1205 di effettuare delle concessioni ai suoi sudditi, Simone IV di Montfort, comandante supremo nella crociata albigese, emanò lo statuto di Pamiers nel 1212, confermando i privilegi del clero e limitando l'autorità dei futuri governanti di Tolosa e Carcassona. Lo statuto influenzò la Magna Carta di Giovanni d'Inghilterra, il quale garantì anch'egli le libertà della Chiesa e regolò i rapporti feudali nel 1215. Il sacro romano imperatore Federico II di Svevia rafforzò l'autorità dei principi imperiali nel 1220.
I contatti tra l'Ungheria e questi paesi possono essere dimostrati durante questo periodo. I nobili aragonesi si stabilirono in Ungheria all'inizio del XIII secolo. I partecipanti magiari alla quinta crociata poterono incontrare Robert Fitzwalter e altri importanti esponenti del movimento contrario al re che aveva favorito la realizzazione della Magna Carta. È certo che due prelati ungheresi visitarono Canterbury nel 1220. Tuttavia, non è possibile stabilire alcun collegamento diretto tra i testi della Bolla d'oro e altre concessioni di diritti risalenti all'inizio del XIII secolo. Lo storico James Clarke Holt ha affermato che non vi è bisogno di presumere che gli autori di questi documenti avessero preso in prestito qualcosa l'uno dall'altro, poiché tutte queste carte incarnavano la «naturale reazione delle società feudali alla supremazia della monarchia».

### Società ungherese
L'esistenza di almeno una dozzina di gruppi sociali distinti può essere documentata in Ungheria nei secoli XII e XIII. Gli uomini liberi e i servi della gleba erano le due categorie fondamentali, ma esistevano anche dei gruppi intermedi di cittadini "semi-liberi". In teoria, gli uomini liberi potevano scegliere liberamente i propri signori, ma nella pratica erano tenuti a rimanere fedeli ai loro padroni. D'altra parte, i guerrieri non liberi potevano detenere grandi proprietà, ma potevano subire delle ripercussioni giudiziarie anche arbitrarie da parte dei funzionari reali.
I funzionari reali di rango più alto venivano nominati tra coloro che si consideravano discendenti dei comandanti magiari che ne permisero la fondazione del regno o dei guerrieri stranieri che si erano stabiliti in Ungheria nei secoli successivi. Pur venendo indicati come «nobili» dalla fine del XII secolo, essi non formavano un'élite ereditaria. Le famiglie più importanti iniziarono a chiamarsi come i propri antenati nel 1200, ma le rispettive genealogie erano spesso frutto della fantasia. Anche le Gesta Hungarorum, completate intorno al 1200, sottolineano che i progenitori o gli antenati di molti aristocratici ebbero un ruolo preminente nella conquista magiara del bacino dei Carpazi.
Nel periodo più arcaico, ogni uomo libero era tenuto a prestare servizio nell'esercito reale. Nel XII secolo, coloro che non erano in grado di svolgere questo dovere erano obbligati a pagare le tasse. La maggioranza dei guerrieri del castello (in ungherese várjobbágy; in latino iobagio castri) non era libera, ma gli uomini liberi potevano anche scegliere di servire gli ispán (ovvero i conti) posti a presidio dei castelli regi. Oltre alla difesa delle roccaforti, un altro compito era quello di scortare i monarchi nelle loro campagne militari in cambio di feudi che la corona concedeva loro intorno ai castelli. I guerrieri liberi dei castelli potevano anche concedere ai propri eredi le proprietà personali. I combattenti di rango più elevato iniziarono a definirsi "uomini liberi" o "guerrieri dei re santi" per sottolineare il loro status privilegiato.
Migliaia di stranieri (slavi, tedeschi, italiani e valloni) giunsero in Ungheria per popolare delle terre scarsamente abitate o per lavorare nei centri dell'amministrazione reale. Questi "ospiti" (hospes) finirono per conservare la propria libertà personale, pur essendosi stabiliti in terre amministrate da aristocratici o ecclesiastici. Gli ebrei potevano legalmente stabilirsi solo nei vescovati, ma in realtà vivevano anche in altre città. Principalmente mercanti impegnati nel commercio a lunga distanza, gli ebrei cristiani (zsidók) e i musulmani (böszörmény) che si stabilirono in Ungheria erano impiegati nell'amministrazione dell'erario, ma è documentata anche la presenza di guerrieri musulmani.

### Cambiamenti sociali

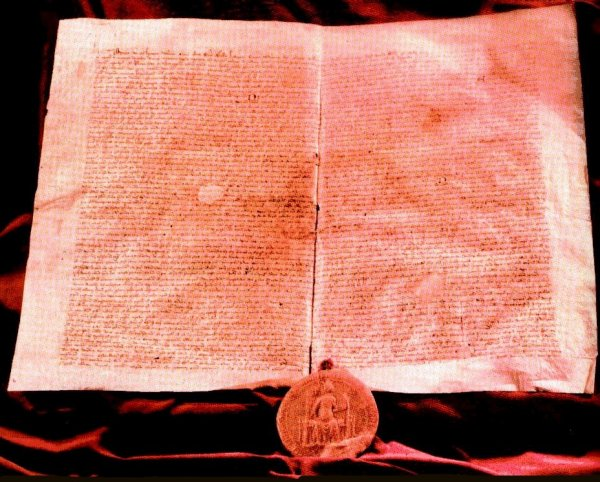
La Bolla d'oro del 1222

Béla III d'Ungheria, al potere dal 1172 al 1196, fu uno dei monarchi europei più ricchi del suo tempo, come si evince da un rendiconto delle sue entrate. Gli introiti derivavano perlopiù dai monopoli reali sul sale e dai dazi doganali, ma una parte significativa delle sue entrate proveniva dai feudi della corona, perché possedeva più della metà della proprietà terriera del regno. Egli aveva decretato che ogni transazione avvenuta in sua presenza dovesse essere attestata, circostanza la quale diede origine allo sviluppo della cancelleria reale. Da allora in poi anche le transazioni private furono frequentemente trascritte e conservate in specifici monasteri o capitoli di cattedrali, noti come "stazioni di autenticazione" (hiteleshely).
Il primogenito e successore di Béla III, Emerico, affrontò una serie di ribellioni scatenata dal fratello minore, Andrea. Sia il re sia suo fratello, che si erano impadroniti della Croazia e della Dalmazia, concessero generose concessioni ai loro sostenitori per garantirne la lealtà. Prelati e alti funzionari sostennero Andrea contro il re, ma Emerico sconfisse il fratello. Più tardi, Andrea salì al trono dopo l'improvvisa morte del figlio neonato di Emerico, Ladislao III, nel 1205.
Andrea nominò i suoi vecchi sostenitori alle cariche più prestigiose, ma la maggioranza dei funzionari prima fedeli a suo fratello poté mantenere le proprie cariche, in quanto aveva bisogno dei loro servigi. Ad esempio, quattro dei primi sette palatini di Andrea (Csépán Győr e suo fratello, Pat, Giulio Kán e Bánk Bár-Kalán) avevano già ricoperto cariche durante il regno di Emerico. Gli ispán di Bács, Sopron, Zala e altri importanti comitati vennero prevalentemente selezionati tra gli alleati di un tempo di Emerico. Due influenti figure quali il mastro cavaliere e il gran dapifero reale divennero membri del consiglio reale durante il regno di Andrea.
Quest'ultimo iniziò a concedere vasti possedimenti reali e ingenti somme di denaro ai suoi vecchi sostenitori. Ad esempio, Alessandro degli Hont-Pázmány, che aveva aiutato Andrea a fuggire dalla prigione del fratello, ricevette 300 marchi in 1217. Anche i predecessori di Andrea avevano donato delle proprietà reali a titolo perpetuo, ma soprattutto situate nelle zone di confine. Stravolgendo questa prassi, Andrea cedette grandi domini che si trovavano nelle regioni centrali. La nuova politica di donazioni, definita delle novae institutiones ("nuovi patti"), ridusse significativamente le entrate degli ispán dei comitati, poiché un terzo di tutte le entrate reali spettava loro. I "nuovi patti" diminuirono inoltre le entrate dell'erario statale, costringendo il sovrano a introdurre delle tasse e a battere nuove monete per due volte all'anno allo scopo di garantire il sostentamento necessario per mantenere operativa la sua corte. Affidò dunque la riscossione delle tasse e l'amministrazione della zecca reale a ebrei e musulmani.
Secondo una diffusa teoria accademica, la comparsa di ricchi proprietari terrieri nei comitati minacciò la posizione sociale sia della famiglia reale libera che dei guerrieri liberi e non liberi. I piccoli proprietari terrieri cominciarono a rimarcare il loro legame diretto con il monarca, avanzando pian piano il desiderio che fossero riconosciute alcune loro pretese. Secondo le fonti disponibili, i proprietari terrieri di Hosszúhetény furono i primi a definirsi «uomini liberi e servitori reali» (Szerviens) nell'ambito di una controversia contro l'abate dell'abbazia di Pécsvárad nel 1212. Andrea iniziò a concedere lo stesso status a partire dal 1210. I servitori reali dovevano servire nell'esercito della corona, ma in maniera indipendente rispetto agli ispán, che erano i comandanti delle truppe dei comitati.
(Carmen Miserabile di Ruggero di Puglia)
I "nuovi patti" di Andrea suscitarono del malcontento tra i suoi sudditi. Un gruppo di dignitari tentò di detronizzarlo a favore dei suoi cugini nel 1209. Sua moglie, Gertrude di Merania, che lo aveva convinto a concedere generose concessioni ai suoi parenti e cortigiani tedeschi, fu vittima di assassinio nel 1213. Ciò costrinse il monarca a promettere in sposa il figlio di otto anni, Béla, e a incoronarlo re formalmente nel 1214. Dopo essere partito per la quinta crociata in Terra Santa nel 1217, il suo vice, Giovanni, arcivescovo di Strigonio, finì allontanato dall'Ungheria, ma Andrea fece ritorno soltanto nel 1218. Poco dopo, la sua cancelleria emise una serie di atti di cui i meno recenti venivano datati alla primavera del 1204, ignorando così gli ultimi mesi del regno di suo fratello e l'intero periodo di regno di suo nipote. Stando allo storico Attila Zsoldos, Andrea voleva invalidare gli statuti reali emanati nei diciotto mesi precedenti la sua effettiva ascesa al trono.
Il consiglio reale ordinò la revisione delle concessioni relative ai possedimenti degli udvornici (o contadini semi-liberi) nel 1220. L'anno successivo, una decisione simile fu presa riguardo ai possedimenti dei castellani (várnép). Andrea fu costretto a nominare Béla per amministrare le terre lungo il fiume Drava nel 1220. I nobili che avevano perso il favore di Andrea si riunirono nella nuova corte del figlio.

## Movimento del 1222
Le circostanze relative alla promulgazione della Bolla d'oro restano incerte a causa della mancanza di fonti. La Bolla d'oro stessa costituisce la fonte principale per ricostruire gli eventi che costrinsero Andrea a siglarla. Le carte regie e le lettere di papa Onorio III ai dignitari ungheresi forniscono ulteriori informazioni sulla storia politica dell'anno. Il 4 luglio 1222, il pontefice esortò i prelati magiari ad applicare delle censure ecclesiastiche contro coloro che sostenevano di dover fedeltà non ad Andrea, ma a Béla. I dati disponibili suggeriscono che i nobili scontenti, molti dei quali avevano ricoperto alte cariche durante il regno di Emerico, organizzarono un colpo di stato nella primavera del 1222.
(Bolla di papa Onorio III del 15 dicembre 1222)
La Bolla d'oro fu redatta da Cleto Bél, cancelliere reale e prevosto di Agria.

## Capisaldi della Bolla

### Diritti dei servitori reali
Più di un terzo degli articoli della Bolla d'oro trattava delle istanze avanzate dalla famiglia dei servitori reali. Il re promise che la collecta (una tassa straordinaria) poteva essere riscossa sulle loro proprietà, mentre i dazi dei liberi (un'imposta ordinaria: in ungherese szabadok dénárja; in latino liberi denarii) non poteva esserlo. Egli promise inoltre che avrebbero potuto accoglierlo assieme ai suoi funzionari. Ai servitori reali fu concesso il diritto di scambio delle loro proprietà nei loro testamenti in cambio di una somma di denaro e benefici. La Bolla d'oro limitò il potere giudiziario degli ispán, affermando che i servitori reali potevano amministrarsi in campo giudiziario in maniera autonoma, sia pur nelle sole controversie riguardanti le decime e il conio. Al pari dei nobili, i servitori reali erano esentati dall'obbligo di accompagnare il monarca nelle spedizioni militari in terre straniere.
Di seguito sono riportati alcuni articoli della Bolla d'oro del 1222. In calce al documento vengono indicati i sette destinatari a cui essa venne inviata sigillata (il papa, i Cavalieri Templari, i Cavalieri Ospitalieri, il re d'Ungheria, i capitoli di Strigonio e di Caloccia e il palatino d'Ungheria), al fine di salvaguardarne l'esecuzione ed evitarne manomissioni:
- II. Desideriamo anche che né da noi né dai re che verranno dopo di noi i nobili siano arrestati o oppressi per colpa di qualche persona potente, ma soltanto a patto di venir prima convocati e giudicati colpevoli tramite un regolare processo.

- III. I nobili sono dichiarati esenti dal pagamento delle tasse, a meno che non siano ritenute sufficienti dalle corti nobiliari e dalle loro tesorerie. I loro possedimenti possono essere occupati, se vi sono prove sufficienti che abbiano gestito male le finanze degli insediamenti e dei servitori reali che li accompagnavano, e queste possono essere visitate solo da coloro che sono stati invitati. Inoltre non imponiamo assolutamente alcuna tassa ai membri della Chiesa.

- IV. Se un nobile dovesse morire senza avere un erede maschio, sua figlia riceverà un quarto dei suoi beni (in ungherese leánynegyed; in latino quarta filialis); il resto dei suoi beni sarà dato ad altri, ma se, a causa della loro morte, non potranno prenderne possesso, allora questi beni passeranno nelle mani del loro parente più prossimo in vita; se ciò non fosse possibile, allora il re ne sarà l'erede.

- VII. Se il re desidera inviare i suoi eserciti fuori dal regno, i nobili non saranno obbligati ad accompagnarlo, a meno che il monarca non lo faccia a sue spese. Tuttavia, se un esercito invasore entra nel regno, tutti dovranno contribuire a scacciarlo.

- IX. Il palatino d'Ungheria può giudicare chiunque nel regno senza alcuna distinzione; non può però giudicare alcun nobile senza l'approvazione del re.

- XI. Se degli stranieri giungono nel regno, essi non devono ricevere onori e cariche pubbliche senza l'approvazione del consiglio reale.

- XVI. Non concediamo in eredità interi comitati o altre cariche regie.

- XXIV. I funzionari della zecca, gli esattori delle tasse (del sale) e presso le dogane devono essere nobili nati nel regno, né ismaeliti né ebrei.

- XXVI. Non è consentito cedere beni a nessuno straniero che viva al di fuori del regno.

- XXX. Nessuno, salvo il palatino ungherese, i governatori di Croazia e Slavonia, il re e la regina consorte, possono rivestire più di una carica.

- XXXI. §2 E se dovessimo agire contro quel che è stato qui scritto, o se uno qualsiasi dei futuri re volesse mai agire contro di esso, in virtù di questa nostra lettera, senza cadere nella vergogna di alcuna infedeltà, sia i vescovi, sia gli altri servi, sia i nobili del paese, tutti e individualmente, presenti e futuri e le restanti persone, possono liberamente opporsi a noi e ai loro re dopo di noi e inveire contro di noi per sempre.